# Alexandru Voitin
Alexandru Voitinovici, cunoscut și cu pseudonimul literar Alexandru Voitin (n. 6 august 1915, Pașcani – d. 5 septembrie 1986, București) a fost un jurist și dramaturg român.

## Biografie
Alexandru Voitinovici a fost fiul lui Iulia Voitinovici (născută Zierhoffer), învățătoare, și al lui Adam Voitinovici, cofetar. În anul 1933 a urmat cursurile Liceului de Aplicație din cadrul Seminarului Pedagogic din Iași după care, în 1937, s-a înscris la Facultatea de Drept a Universității din Iași. După terminarea studiilor,  ocupă diverse posturi la tribunalele din Dorohoi, Iași, Piatra Neamț, Roman și din județele Prahova și Ilfov. Cariera sa va fi determinată hotărâtor datorită conjucturii politice postbelice când va fi numit Președinte al Tribunalului Poporului din București.
După 23 august 1944 a fost numit fost președinte al Tribunalului Poporului din București, prezidând asemeni generalului magistrat Alexandru Iancu Petrescu numeroase procese politice: procesul lui Ion Antonescu (1946) și a lui Iuliu Maniu (1947). Este promovat apoi în funcțiile de secretar general la Ministerul Justiției (1948), procuror general al RPR (1948-1952) și președinte al Tribunalului Suprem în perioada 01.07.1954 - 03.06.1967. A fost revocat din funcție în anul 1967. În decursul activității sale la Tribunalul Poporului din București, Alexandru Voitin a intrat în conflicte  interpretative cu alți membri ai acestei instituții.
Alexandru Voitinovici a scris mai multe piese de teatru cu temă istorică, publicate sub pseudonimul Alexandru Voitin. Menționăm piesele de teatru: "Portretul", "Scrisori anonime", "Procesul Horia" etc.

## Decorații
- Ordinul Muncii clasa a III-a (21 august 1954) „pentru merite deosebite pe tărîmul construcției de stat, economice, sociale și culturale, cu ocazia celei de a zecea aniversări a eliberării patriei noastre”[4]
- Ordinul „23 August” clasa a IV-a (12 august 1959) „pentru merite deosebite în opera de construire a socialismului”[5]
- Medalia „40 de ani de la înființarea Partidului Comunist din Romînia” (6 mai 1961) „pentru merite în activitatea de partid și întărirea regimului democrat-popular”[6]
- Ordinul „23 August” clasa a III-a (18 august 1964) „pentru merite deosebite în opera de construire a socialismului, cu prilejul celei de a XX-a aniversări a eliberării patriei”[7]
- Ordinul „Tudor Vladimirescu” clasa a V-a (30 aprilie 1966) „cu prilejul celei de-a 45-a aniversări de la înființarea Partidului Partidului Comunist din România, pentru merite deosebite în opera de construire a socialismului”[8]

## Cărți publicate
- Oameni care tac: Piesă în 3 acte (6 tablouri) (Ed. pentru Literatură, 1963)
- Oameni în luptă (Ed. pentru Literatură, 1964)
- Procesul Horia (Ed. pentru Literatură, 1967; ed. a II-a, 1977; reeditat la Ed. Eminescu, 1977) - piesă de teatru
- 3 comedii (Ed. pentru Literatură, 1968)
- Niciodată singuri...  - piesa intr-un act (Comitetul de Stat pentru Cultura si Arta, Casa Centrala a Creatiei Populare, 1970)
- Avram Iancu sau calvarul biruinței: Dramă în șase tablouri (Ed. Eminescu, 1970)
- Pahare cu fum: Poezii (Ed. Minerva, 1974)
- Însemnările unui ucenic politic de odinioară (1975)
- Procese istorice: teatru,  (București, Editura Eminescu, 1976)
- Cinema Splendid. Vol.1: Mânzul rătăcit (Ed. Eminescu, 1978) - roman
- Cinema Splendid. Vol.2: Girueta (Ed. Eminescu, 1981) - roman
- Pragul nemuririi: Horea-Cloșca-Crișan: Dramă într-un act-patru tablouri (1985)
- Dezbateri dramatice (Ed. Eminescu, 1986)